# Le Bon Fils (film, 1993)
Pour les articles homonymes, voir Le Bon Fils.
Pour plus de détails, voir Fiche technique et Distribution.
Le Bon Fils (titre original : The Good Son) est un film américain réalisé par Joseph Ruben et sorti en 1993.

## Synopsis
Mark, un jeune garçon de 12 ans, vient de perdre sa mère, victime d'un cancer. Son père, très occupé, le place chez son oncle et sa tante, les Evans, un couple bourgeois vivant dans un petit village. Mark passe ses journées en compagnie de son cousin Henry. Petit à petit, Henry prend plaisir à terroriser Mark et à vouloir lui faire partager ses jeux cruels.
Un matin, à l'aide d'une arbalète, Henry tue un chien sous les yeux de Mark. Puis, quelques jours plus tard, provoque un grave accident de voiture sur une autoroute, en jetant du haut d'une passerelle un épouvantail au milieu de la route. Mark comprend que Henry est aussi responsable de la mort d'un bébé, noyé dans la baignoire familiale un an auparavant. Henry lui révèle alors sa vraie nature et ses intentions de meurtres.

## Fiche technique
- Titre : Le Bon Fils
- Titre original : The Good Son
- Réalisation : Joseph Ruben
- Scénario : Ian McEwan
- Musique : Elmer Bernstein
- Photographie : John Lindley
- Montage : George Bowers
- Décors : Bill Groom
- Costumes : Cynthia Flynt
- Producteurs : Mary Ann Page, Joseph Ruben, Michael E. Steele, Daniel Rogosin et Ezra Swerdlow
- Société de production : Twentieth Century Fox
- Société de distribution : Twentieth Century Fox
- Budget : 17 000 000 $ (estimé)
- Pays d'origine : États-Unis
- Langue : anglais
- Format : Couleurs - 1,85:1 - Dolby - 35 mm
- Genre : drame, thriller
- Durée : 87 minutes
- Dates de sortie : 24 septembre 1993 (États-Unis), 19 janvier 1994 (France)
- Film interdit aux moins de 12 ans lors de sa sortie en France.

## Distribution
- Macaulay Culkin (VF : Boris Roatta ; VQ : Sébastien Thouny[1]) : Henry Evans
- Elijah Wood (VQ : Nicolas Pensa) : Mark Evans
- Wendy Crewson (VQ : Hélène Mondoux)() : Susan Evans
- David Morse (VF : Emmanuel Jacomy ; VQ : Marc Bellier) : Jack Evans
- Daniel Hugh Kelly (VF : Antoine Tomé[2]) : Wallace Evans
- Jacqueline Brookes (VQ : Françoise Faucher) : Alice Davenport
- Quinn Culkin (VQ : Sabrina Germain) : Connie Evans
- Ashley Crow (VQ : Natalie Hamel-Roy) : Janice

## Production

### Tournage
Le tournage s'est déroulé à Annisquam, Beverly (dont est natif David Morse, l'acteur qui interprète Jack), Cape Ann, Marblehead et Rockport, dans le Massachusetts, ainsi que Palisade Head et Two Harbors, dans le Minnesota, et Newington, dans le New Hampshire.

## Distinctions
- Prix de la meilleure performance pour un jeune acteur (Elijah Wood) et nomination au prix du meilleur film d'horreur, par l'Académie des films de science-fiction, fantastique et horreur en 1994.
- Nomination au prix du meilleur méchant pour Macaulay Culkin, lors des MTV Movie Awards en 1994.

## Autour du film
- Le film dont le scénario est une création originale de Ian McEwan a été novélisé la même année par Todd Strasser [3]. Le roman de Strasser a été traduit en français et édité en France en 1994[4]
- Le but principal était de faire jouer Macaulay Culkin âgé de seulement treize ans dans un rôle à contre emploi : celui d'un gamin psychopathe, le jeune Elijah Wood servant de faire valoir. À sa sortie, certaines personnes furent choquées de voir l'acteur de Maman, j'ai raté l'avion dans un thriller psychologique.
- À la suite de désaccords avec le père de Macaulay Culkin, le réalisateur Michael Lehmann fut remplacé.
- À la sortie du film, les critiques ont eu la dent dure accusant le réalisateur d'avoir réalisé une série B et non un film à suspense.